# John Michell
John Michell (25. prosince 1724 Eakring, Nottinghamshire – 29. dubna 1793 Thornhill, Yorkshire) byl anglický filosof, astronom a geolog, který se zasloužil o získání poznatků o černých dírách ve vesmíru. Michell vytvořil teorii, podle níž by těleso o poloměru 500krát větším než poloměr Slunce a zároveň o stejné hustotě mělo na povrchu únikovou rychlost rovnou rychlosti světla, a proto by bylo neviditelné.

## Život
John Michell byl synem kněze Gilberta Michella. Vzdělání získal na Queens' College, jedné z nejstarších součástí Univerzity v Cambridgi, a později tu v letech 1751 až 1764 také v různých oborech působil jako učitel (zabýval se aritmetikou, geometrií, filozofií, teologií, řečtinou, hebrejštinou i geologií). V roce 1760 byl zvolen členem Královské společnosti v Londýně.
Od roku 1767 žil a pracoval v Thornhillu (poblíž Leedsu), kde vykonal většinu své vědecké práce. Navštěvovali ho tu významní učenci a osobnosti té doby, např. Benjamin Franklin, Joseph Priestley, Jan Ingenhousz, Henry Cavendish nebo John Smeaton.
Poprvé se oženil roku 1764 se Sarah Williamsonovou (1727–1765), podruhé v roce 1765 s Ann Brecknockovou (1736–1805). Zemřel roku 1793 v Thornhillu a je zde také pohřben.

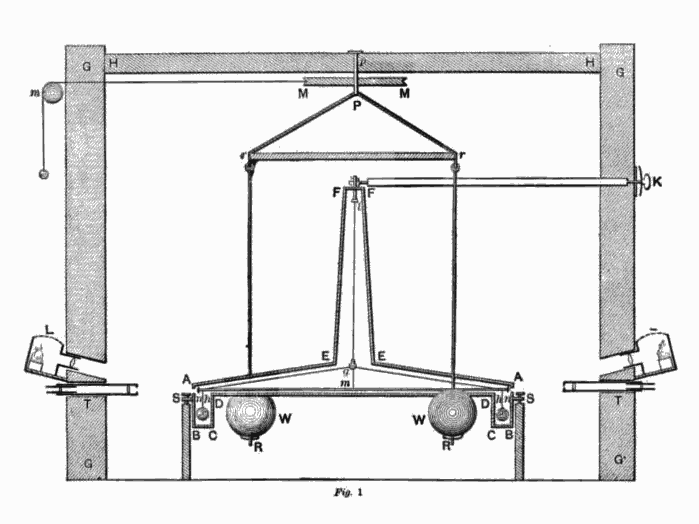
Cavendishovo torzní kyvadlo, navržené Johnem Michellem

## Vědecká práce
Výzkumy Johna Michella se týkaly mnoha oblastí:
- magnetismus (již v roce 1750 vydal v Cambridgi asi osmdesátistránkovou práci s názvem „Pojednání o umělých magnetech“, ve které popsal snadný způsob výroby magnetů lepších než přírodní magnety. Práce uvádí i řadu pozorování týkajících se magnetismu a magnetické indukce)
- geologie a seismologie (v článku, napsaném po zemětřesení v Lisabonu v roce 1755, představil myšlenku, že Země je složena „z pravidelných a stejnoměrných vrstev“, že zemětřesení se šíří po Zemi jako vlny a že tsunami může být způsobeno podmořským zemětřesením. Dokázal odhadnout jak epicentrum, tak ohnisko lisabonského zemětřesení. V roce 1760 byl díky této práci zvolen členem Královské společnosti)
- gravitace (Michell vymyslel přístroj pro měření velmi slabých sil, označovaný jako torzní váha nebo také torzní kyvadlo, sestávající ze dvou olověných koulí zavěšených na tenkém vlákně; přístroj pak vyrobil a použil až jeho přítel Henry Cavendish, který v roce 1798 pomocí něj zjistil poměr průměrné hustoty Země vůči vodě a poměrně přesně odhadl gravitační konstantu)
- optika (pro vlastní potřebu sestrojil několik dalekohledů, jeden z nich koupil po Michellově smrti astronom William Herschel)
- astronomie (zabýval se např. dvojhvězdami a byl prvním, kdo aplikoval na studium hvězd statistické metody; v článku z roku 1767 prokázal, že se ve dvojicích nebo skupinách vyskytuje mnohem více hvězd, než by bylo možné objevit náhodným pozorováním. Jako první také v roce 1783 přišel s myšlenkou, že existují černé díry, které nazýval „temnými hvězdami“. V roce 1784 dospěl k závěru, že u hvězdy s průměrem více než 500krát větším než průměr Slunce, jejíž hustota není menší než hustota Slunce, může být její gravitační tah tak silný, že světlo takové hvězdě nemůže uniknout, a je tedy neviditelné: úniková rychlost je větší než rychlost světla)

## Vybrané publikace
- Observations on the Comet of January 1760 at Cambridge (Pozorování komety v lednu 1760 v Cambridgi), 1760
- Conjectures Concerning the Cause and Observations upon the Phaenomena of Earthquakes (Dohady o příčině a pozorování jevů zemětřesení), 1760
- A Recommendation of Hadley's Quadrant for Surveying (Doporučení k průzkumu Hadleyova kvadrantu), 1765
- Proposal of a Method for measuring Degrees of Longitude upon Parallels of the Equator (Návrh metody měření zeměpisné délky na rovnoběžkách), 1766
- An Inquiry into the Probable Parallax and Magnitude of the Fixed Stars (Zjišťování pravděpodobné paralaxy a magnitudy stálic), 1767
- On the Means of Discovering the Distance, Magnitude, &c. of the Fixed Stars, in Consequence of the Diminution of the Velocity of Their Light (Způsoby objevování vzdálenosti, velikosti atd. stálic, v důsledku snížení rychlosti jejich světla), 1783